# CDG Développement
 (avril 2023).
Si vous disposez d'ouvrages ou d'articles de référence ou si vous connaissez des sites web de qualité traitant du thème abordé ici, merci de compléter l'article en donnant les références utiles à sa vérifiabilité et en les liant à la section « Notes et références ».
CDG Développement est une filiale à 100% de la Caisse de Dépôt et de Gestion, créée en 2004 afin d’incarner la stratégie du groupe CDG dans les activités de développement territorial, la holding couvre l’ensemble du territoire marocain. Elle offre des outils de développement novateurs et des produits et services performants et générateurs de progrès pour la collectivité dans tous ses domaines d’intervention. Elle a une vocation d’opérateur et d’investisseur de long terme, qui concilie performance financière et utilité collective, tout en plaçant les préoccupations du pays au centre de son action.
CDG Développement a réalisé de nombreux projets structurants et emblématiques dans des secteurs d’activité névralgiques pour le développement du pays, notamment dans le cadre d’une dynamique partenariale. À travers les expertises métiers de ses différentes filiales, qui opèrent dans des secteurs d’activité clés pour le Maroc, la holding contribue à la dynamisation et à l’essor de l’économie nationale et se positionne aujourd’hui en tant qu’acteur incontournable du développement territorial intégré et durable.

## Filiales
| Aménagement                                                    | - Agence d’Urbanisation et de Développement d’Anfa (AUDA) : 100% - Société d’Aménagement Zenata (SAZ) : 100% - Société Nationale d’Aménagement Communal (Sonadac) : 50,04% - MEDZ : 100% - Parc Haliopolis SA : 51% - Société d'Aménagement Riad (SAR) : 100% - Société d’Aménagement du Parc Selouane (SAPS) : 68% - Atlantic Free Zone Investment (AFZI) : 100% - Agropole du Loukkos : 55% - Jnane Saïss Développement (JSD) : 100% - Maintenance Aeronautics Assets (MAA): 100% |
| Immobilier Promotionnel                                        | - Compagnie Générale Immobilière (CGI) : 98,2% - Dyar Al Mansour : 98,2% - Al Manar Development Company : 98,2% - Immolog : 49,1% - Marina Management Company (MMc) : 49,1% - Société d’Aménagement de la ville de Bouskoura : 49,7% - Société d’Exploitation et Promotion du Golf de Benslimane (SEPGB) : 48,6% - Casa Green Town Facilities (CGTF) : 98,2% - Hay Rabat Andalous (SHRA): 43.8%                                                                                     |
| Immobilier Locatif                                             | - Ewane Assets : 100% - Foncière Chellah Industries: 100% - MEDZ Industrial Parks (MIP) : 100% - Midparc SA : 34% - Dyar Al Madina : 83,7% - Patrilog : 50% - Arribat Center : 100% - Aldar : 40% |
| Ingénierie                                                     | - Novec : 97,2% - Innovative Energy & Efficiency (INEE): 100% - Tanger Med Engineering (TME) : 47,6% - CGI Management : 98,2% - Lacivac : 100% |
| Property Management, Facility Management & Gestion pour Compte | - Xperis Services : 100% - Compagnie Générale des Parkings (CG Park) : 100% - Exprom Facilities : 40% - Avilmar : 49% - Rabat Parking : 49% |
| Autres Participations                                          | - Cellulose du Maroc (CDM) : 100% - Eucaforest : 100% - Société Marocaine pour le Développement Touristique (SOMADET) : 100% - Aiglemer : 100% - Morroccan Information Technology Compagny Capital (MITC Capital) : 20% - Maroc Numeric Fund (MNF) : 20% - Société d’Aménagement et de Valorisation de Cala Iris (SAVCI) : 34% - Camerounaise des Eaux (Camwater) : 33,3% - Oued Chbika Development (OCD) : 35% - Chbika Rive Hotel : 35%                                           |